# Хо (народ)

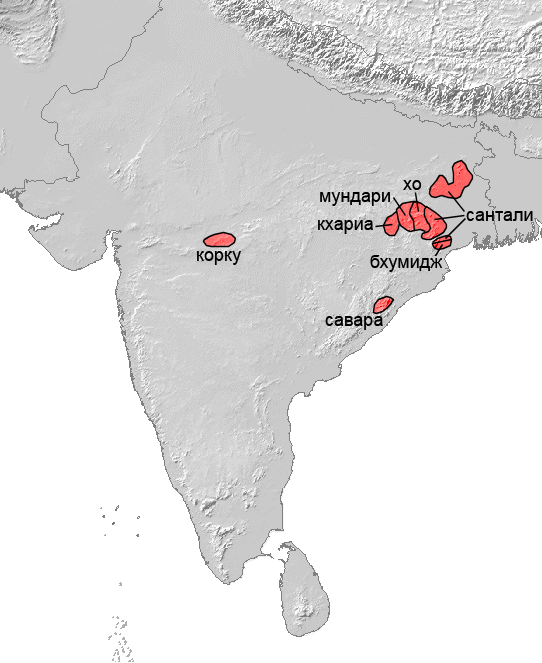
Карта распространения хо и других языков мунда в Индии

Хо — народ в Индии, проживающий в основном в штате Джаркханд, преимущественно в районе Сингхбхума, а также в штатах Орисса и Западная Бенгалия. Небольшое число живёт в Бангладеш. 
Численность в Индии — 1 077 000 человек (1997 год). Говорят на языке хо ветви мунда, используют письменность деванагари или оригинальную — варанг-кшити. Ограниченно распространено владение языками ория, сантали и хинди.

## Религия
Исповедуют традиционные верования, часть — индуисты и христиане.

## Занятия
- Основное: земледелие
- Подсобное - охота[2]